# Dacus nigriscutatus
Dacus nigriscutatus är en tvåvingeart som beskrevs av White 2006. Dacus nigriscutatus ingår i släktet Dacus och familjen borrflugor.
Artens utbredningsområde är Burundi. Inga underarter finns listade i Catalogue of Life.